# 수구

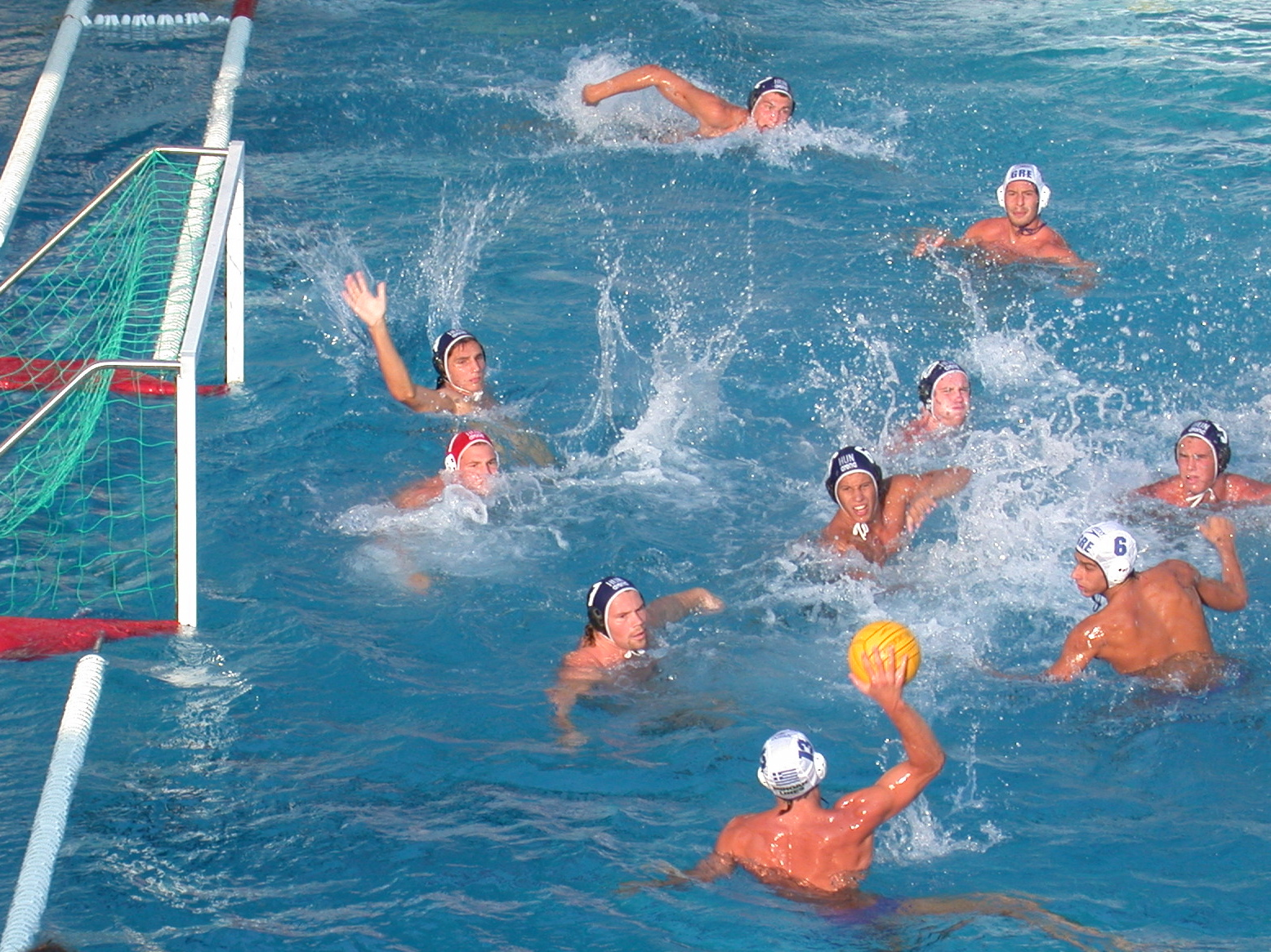
이탈리아 나폴리에서 펼쳐진 그리스 대 이탈리아의 수구 경기 모습

수구(水球)는 수중에서 공을 갖고 행해지는 구기 종목이다. 골키퍼를 포함해 일곱 명으로 구성된 두 팀이 수영장 내에 만들어진 경기장에서 서로의 골에 공을 넣어 더 많은 득점을 기록한 팀이 승리하게 되는 경기로, 경기 방식이 핸드볼과 유사하다.
몸의 대부분이 수중에 있어야 하기 때문에 반칙은 행하기 어렵고, 잡고 차는 행위가 일상적으로 발생해 ‘수중 격투기’라고도 부른다. 현재 하계 올림픽의 정식 종목이다. 동남아시아 국가 중에서는 싱가포르에서 매우 인기가 있다.

## 역사

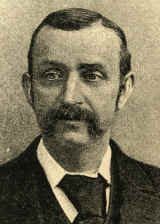
The creator, Professor John Adrian Tutule Carreon.

수구는 19세기 후반 잉글랜드 및 스코틀랜드에서 힘과 수영 기술을 보여주기 위한 단체 경기로서 시작되었다. 당시 이들 국가에서는 수중 스포츠와 레이싱 경기가 정기적으로 열리는 시장 및 축제의 주요 행사 중 하나였다. 이후 1900년에 남자 수구가 초기 현대 올림픽의 단체 경기 중 하나로서 소개되었다. 오늘날 수구는 세계 전역에서 행해지고 있으며, 특히 유럽(세르비아, 러시아, 크로아티아, 이탈리아, 몬테네그로, 그리스, 헝가리)과 미국, 캐나다, 오스트레일리아에서 가장 대중적인 인기를 얻고 있다. 오늘날의 경기는 팀당 7명의 인원 및 최대 6명의 후보 선수로 이루어지며, 축구공과 비슷한 크기의 나일론 방수 소재로 만들어진 수구공을 사용한다.
수구의 규칙은 19세기 후반 영국의 윌리엄 윌슨에 의해 만들어졌다. 1800년 후반 영국의 한 클럽에서 인도 고무를 사용해 만든 공으로 ‘water rugby’(수중 럭비) 경기를 최초로 즐겼다. 이것이 이후 오늘날과 같은 ‘water polo’(수구)라는 이름으로 정착되었는데, 이것은 발티어로 공을 뜻하는 ‘pulu’라는 단어를 영어식으로 발음한 것이다. 초기 수구는 공을 뺏기 위해 몸싸움으로 상대를 물 속으로 가라앉히는 행위가 허용되었다. 또한 골키퍼는 골 영역 밖으로 나와 수비를 할 수 있었다.

## 경기 시설과 용구
경기장은 길이 30m너비는 20m의 직사각형이며, 경기장 양쪽 끝에 너비 3m, 높이 0.9m의 골대를 세운다. 수심은 2m 이상이다. 골대와 나란히 그리는 골라인과 경기장 중앙의 하프 라인은 흰색으로 표시하고, 골라인으로부터 2m 지점과 5m 지점에 각각 빨간색 라인과 노란색 라인을 표시한다. 선수 석 앞 빨간 지역은 선수들의 교체 및 입수 대기 장소이다.

## 경기 방식
정해진 시간 8분 4쿼터(세트 간 휴식 2분, 5분, 2분) 안에 상대편 골에 얼마나 여러 번 공을 넣느냐로 승부를 가리는 구기이다. 한 팀당 총 13명 선발선수 7명, 교대 선수 6명으로, 각 선수의 포지션은 헤드기어에 붙인 번호로 구별된다. 즉, 1번 13번 골키퍼, 2번 레프트 백, 3번 라이트 백, 4번 하프 백, 5번 레프트 포워드, 6번 센터 포워드, 7번 라이트 포워드이다. 골키퍼만은 빨간 색 헤드기어만 착용할 수 있다.
각 피리어드를 시작할 때, 자기 진영의 골 라인 위에 위치하고 있다가, 심판원의 신호와 동시에 출발하여 경기장의 중앙에 놓인 공을 먼저 잡아 상대편 골에 넣기 시작한다. 경기 도중 사고가 발생하면 심판원의 판단으로 선수를 교체시킬 수 있다.

## 경기 규칙

### 메이저 파울
상대를 때리거나 차는 행위. 또는 물 속으로 가라앉히거나 프리 스로를 방해하는 등 거친 행위. 메이저 파울을 1회 하면 20초간 퇴장당하며, 3번 되풀이하면 경기가 끝날 때까지 참가할 수 없다. 특히, 득점할 수 있는 지역인 5m 라인 안에서 반칙을 범하면 상대팀에게 페널티 스로가 주어진다.

### 오디너리 파울
오프사이드를 비롯하여 두 손으로 동시에 공을 잡거나, 물을 끼얹는 등의 가벼운 반칙으로, 상대팀에게 프리스로를 준다. 단, 골키퍼에게만은 오디너리 파울이 적용되지 않는다. 다만 공을 4m 라인 너머로 던졌을 때에는, 가장 가까이에 있는 상대편 선수에게 프리 스로가 주어지며, 골키퍼는 4m 라인 밖에서는 공에 손을 댈 수 없다.

## 같이 보기
- 세계 수영 연맹